# SCUM Manifesto
SCUM Manifesto (с англ. — «Манифест отбросов» или Манифест общества полного уничтожения мужчин) — это радикальный феминистский манифест Валери Соланас, опубликованный в 1967 году. В нём утверждается, что мужчины разрушили мир, и именно женщины должны его исправить. Для достижения этой цели она предлагает создать ОПУМ, организацию, призванную свергнуть общество и уничтожить мужской пол. Манифест был описан как сатира или пародия, особенно из-за его параллелей с теорией женственности Фрейда, хотя это оспаривается. Он был перепечатан не менее 100 раз на английском языке, переведен на 13 языков и неоднократно пересказывался.
Термин «SCUM» появился на обложке первого издания от Olympia Press в виде надписи «S.C.U.M.» и, как утверждалось, означал «Общество по разделке мужчин». Валери Соланас возражала, настаивая, что это не акроним, хотя расширенный термин появился в рекламе The Village Voice, которую она придумала в 1967 году.
Манифест был малоизвестен до тех пор, пока Валери Соланас не попыталась убить Энди Уорхола в 1968 году. Это событие привлекло значительное внимание общественности к Манифесту и самой Соланас. В то время как феминистка Ти-Грейс Аткинсон защищала Соланас и считала Манифест обоснованной критикой патриархата, другие, такие как Бетти Фридан, считали взгляды Соланас слишком радикальными и полярными.

## История публикации
Соланас написала SCUM Manifesto между 1965 и 1967 годами. В 1967 году она самостоятельно выпустила первое издание, сделав две тысячи копий с мимеографами и продавая их на улицах Гринвич-Виллидж в Нью-Йорке. Соланас брала с женщин по одному доллару, а с мужчин — по два. К весне следующего года было продано около 400 экземпляров. В августе 1967 года Валери Соланас подписала издательский контракт с Морисом Жиродиасом на выпуск романа и попросила его принять вместо него SCUM Manifesto в том же году.
Первое коммерческое издание «Манифеста» было опубликовано издательством Olympia Press в Нью-Йорке в 1968 году. В него вошли предисловие Мориса Жиродиаса и эссе Wonder Waif Meets Super Neuter Пола Красснера. Согласно Янсен, между изданием Olympia Press 1968 года и оригинальной версией, написанной Соланас на мимеографе, есть тонкие различия. В интервью The Village Voice Соланас прокомментировала издание Olympia Press, пожаловавшись, что «ни одно из исправлений… [которые она] хотела внести, не были включены, и что было сделано много других изменений в формулировках — все в худшую сторону — и что было много „типографских ошибок“: слова и даже расширенные части предложений были пропущены, делая отрывки, в которых они должны были быть, бессвязными». В 1977 году Соланас самостоятельно опубликовала «правильное» издание, которое было ближе к оригинальной версии и включало введение, написанное ею.
SCUM Manifesto был переиздан по меньшей мере 10 раз на английском языке и переведен на хорватский, чешский, финский, французский, немецкий, иврит, итальянский, испанский, шведский, турецкий, португальский, нидерландский и датский. Он также был опубликован в нескольких феминистских антологиях, включая Sisterhood is Powerful: An Anthology of Writings From The Women’s Liberation Movement (1970), сборник радикальной феминистской литературы под редакцией Робин Морган. Verso Books опубликовали издание в 2004 году с предисловием феминистского философа Авиталь Ронелл. Джон Пуркис и Джеймс Боуэн описывают SCUM Manifesto как «памфлет, который стал одной из самых долгоживущих многолетних анархистских публикаций».
Сестра Соланас, Джудит А. Соланас Мартинес, по сообщениям, является правообладателем SCUM Manifesto с 1997 года.

## Содержание
Манифест открывается следующей декларацией:
"Жизнь" в этом "обществе", в лучшем случае, полная скука, и ни один аспект "общества" не имеет никакого отношения к женщинам, поэтому граждански настроенным, ответственным, жаждущим острых ощущений женщинам остается только свергнуть правительство, ликвидировать денежную систему, ввести полную автоматизацию и уничтожить мужской пол.
Валери Соланас начинает с изложения теории рассмотрения мужчины как «неполноценной женщины», генетически неполноценной из-за Y-хромосомы. Согласно В. Соланас, этот генетический недостаток заставляет мужчину быть эмоционально ограниченным, эгоцентричным и неспособным к душевной страсти или подлинному взаимодействию. Она описывает мужчину как лишенного эмпатии и неспособного относиться к чему-либо, кроме собственных физических ощущений. Далее в «Манифесте» утверждается, что мужчина проводит свою жизнь в попытках стать женщиной и тем самым преодолеть свою неполноценность. Для этого он «постоянно ищет женщину, общается с ней и пытается жить через неё и слиться с ней». Соланас отвергает теорию Фрейда о зависти к пенису и утверждает, что у мужчин есть «зависть к киске». Затем Соланас обвиняет мужчин в превращении мира в «кучу дерьма» и представляет длинный список претензий.
Основная часть «Манифеста» состоит из списка критических замечаний в адрес мужского пола. Они разделены на следующие разделы:
- Война;
- Приятность, вежливость и «достоинство»;
- Деньги, брак и проституция, работа и предотвращение автоматизированного общества;
- Отцовство и психические заболевания (страх, трусость, робость, смирение, неуверенность, пассивность);
- Подавление индивидуальности, анимализм (домашнее хозяйство и материнство) и функционализм;
- Предотвращение приватности;
- Изоляция, пригороды и предотвращение сообщества;
- Конформность;
- Власть и правительство;
- Философия, религия и мораль на основе пола;
- Предрассудки (расовые, этнические, религиозные и т. д.);
- Конкуренция, престиж, статус, формальное образование, невежество и социально-экономические классы;
- Предотвращение разговоров;
- Предотвращение дружбы и любви;
- «Великое искусство» и «культура»;
- Сексуальность;
- Скука;
- Секретность, цензура, подавление знаний и идей, разоблачения;
- Недоверие;
- Уродство;
- Ненависть и насилие;
- Болезни и смерть.

В связи с вышеперечисленными проблемами, Манифест приходит к выводу, что уничтожение мужского пола является моральным императивом. Он также утверждает, что женщины должны заменить «систему денежного труда» системой полной автоматизации, так как это приведет к краху правительства и потере власти мужчин над женщинами.
Для достижения этих целей в Манифесте предлагается сформировать революционный авангард женщин. Этот авангард называется ОПУМ (общество полного уничтожения мужчин). В Манифесте утверждается, что ОПУМ должно использовать тактику саботажа и прямого действия, а не гражданского неповиновения, поскольку гражданское неповиновение полезно только для небольших изменений в обществе. Для того чтобы разрушить систему, необходимы насильственные действия:
Если ОПУМ когда-нибудь выйдет на марш, то это будет над тупым, тошнотворным лицом президента; если ОПУМ когда-нибудь нанесёт удар, то это будет в темноте с шестидюймовым лезвием.
В конце Манифеста описывается утопическое будущее с преобладанием женщин, в котором, в конце концов, не будет мужчин. Не будет денег, а болезни и смерть будут ликвидированы. В нём утверждается, что мужчины неразумно защищают существующую систему и должны принять необходимость её уничтожения.

## Принятие и критика
Различные критики, учёные и журналисты анализировали «Манифест» и высказывания Соланас о нём.
Профессор Джеймс Мартин Хардинг сказал, что она «предложила» «радикальную программу». Профессор Дана Хеллер сказала, что у автора было «анархическое социальное видение», а в «Манифесте» были «почти утопические теории» и «утопическое видение мира, в котором механизация и системы массового (ре)производства сделают работу, сексуальные отношения и денежную систему устаревшими».
Согласно рецензенту Village Voice Б. Руби Рич, «SCUM был бескомпромиссным глобальным видением», которое критиковало мужчин за многие недостатки, включая войну и неспособность лечить болезни; многие, но не все пункты были «довольно точными»; некоторые виды женщин также подвергались критике, при условии, что женщины меняются, когда мужчин нет рядом; а секс (в смысле сексуальность) критиковался как «эксплуататорский». По словам Джанет Лайон, Манифест «противопоставлял… „освобожденных“ женщин… против женщин с „промытыми мозгами“».
Феминистский критик Жермен Грир сказала, что Соланас утверждала, что оба пола отделены от своей человечности и что мужчины хотят быть похожими на женщин. Элис Эколс сказала, что «Манифест» формулирует гендер как абсолютный, а не относительный.
Хеллер утверждает, что «Манифест» показывает отделение женщин от основных экономических и культурных ресурсов и, в силу психологической подчинённости мужчинам, увековечивание женщинами этого отделения. Роберт Марморштейн из Village Voice сказал, что основное послание «Манифеста» включает в себя то, что «мужчины испортили мир» и «больше не нужны (даже биологически)». Янсен сообщала, что Соланас считала мужчин «биологически неполноценными». Согласно Лауре Уинкил, «Манифест» хочет, чтобы гетеросексуальный капитализм был свергнут и средства производства перешли в руки женщин. Рич и Янсен говорили, что в будущем технологии и наука будут приветствоваться.
Янсен описывает план создания женского мира как преимущественно ненасильственный, основанный на том, что женщины не участвуют в существующей экономике и не имеют ничего общего с мужчинами, тем самым подавляя полицейские и военные силы, а если солидарность среди женщин окажется недостаточной, некоторые женщины смогут занять рабочие места и «не работать», вызывая системный коллапс; и описывает план как предполагающий, что, устранив деньги, не будет необходимости убивать мужчин. Янсен и Уинкил считают, что Соланас представляла себе мир только для женщин. Репортёры Daily News Фрэнк Фасо и Генри Ли через два дня после того, как Соланас совершила покушение на Уорхола, сообщили, что Соланас «выступает за однополый мир, свободный от мужчин». Уинкил считает, что «Манифест» представляет себе насильственный революционный переворот, совершенный женщинами. Профессор Джинетт Кастро считает, что «Манифест» был «феминистским уставом насилия», поддерживающим террористическую истерию. Согласно Янсен, Соланас представляла мужчин как животных, которых будут преследовать и убивать как добычу, причём убийцы будут использовать оружие как «фаллические символы, обращённые против мужчин». Рич, Кастро, рецензент Клэр Дедерер, Фридан, проф. Дебра Диана Дэвис, Дебора Сигел, Уинкил, Марморштейн и Грир предположили, что план Соланас в основном заключался в уничтожении мужчин, в том числе путём убийства мужчинами друг друга, хотя Рич и предполагал, что это может быть свифтовской сатирой и что переподготовка мужчин была альтернативой в «Манифесте», Кастро не воспринимал уничтожение мужчин как серьёзное, а Марморштейн включал в качестве методов преступный саботаж мужчин.
Согласно Янсен, Соланас призывала к воспроизводству только репродуктивных женщин, и даже всех женщин, когда проблемы старения и смерти будут решены так, что следующее поколение больше не понадобится.
Хотя, по словам Лайон, «Манифест» непочтителен и остроумен, по словам Деборы Сигел, «Манифест» «сформулировал ярость лысой женщины», а Янсен дополняет, что «Манифест» «шокирует» и захватывает дух. Рич описала Соланас как «отряд выжженной земли», а Сигел говорит, что позиция была "«экстремальной» и «отражала более общее недовольство ненасильственным протестом в Америке в целом». Рич говорит, что «Манифест» вывел наружу «отчаяние и гнев» женщин и продвинул феминизм, и, по словам Уинкил, радикальный феминизм в США возник благодаря этому «объявлению войны против капитализма и патриархата». Хеллер считает, что «Манифест» является в основном социалистическо-материалистическим. Эколс утверждает, что Соланас была «неприкрытой женоненавистницей», а люди, связанные с Энди Уорхолом (в которого она стреляла) и различными СМИ, видели в ней «мужененавистничество».

### Как пародия и сатира
Лаура Уинкил, доцент английского языка в Колорадском университете в Боулдере, утверждает, что «Манифест пародирует представление патриархального социального порядка, от которого он отказывается». Уинкил далее предполагает, что «Манифест» — это «незаконное представление, насмешка над „серьёзными“ речевыми актами патриархата»". Женщины ОПУМ высмеивают то, как определённые мужчины управляют миром и узаконивают свою власть, утверждает Уинкил. Аналогичным образом социолог Жинетт Кастро заявляет:
Если мы рассмотрим текст более внимательно, то увидим, что его анализ патриархальной реальности является пародией [...] Само содержание, несомненно, является пародией на фрейдистскую теорию женственности, где слово женщина заменено словом мужчина [...] Здесь присутствуют все клише фрейдистской психоаналитической теории: биологическая случайность, неполноценный пол, "зависть к пенису", которая превратилась в "зависть к киске", и так далее [...]. ...] Здесь мы имеем случай, когда абсурд используется как литературный приём для разоблачения абсурда, то есть абсурдной теории, которая была использована для придания "научной" легитимности патриархату [...] А как насчёт её предложения, что мужчин следует просто устранить, чтобы избавиться от мёртвого груза женоненавистничества и мужественности? Это неизбежный вывод феминистского памфлета, подобно тому, как предложение Джонатана Свифта о том, что ирландские дети (как бесполезные рты) должны быть скормлены свиньям, было логическим завершением его горького сатирического памфлета, протестующего против голода в Ирландии. Ни одно из этих двух предложений не следует воспринимать всерьёз, и каждое из них относится к области политической или даже научной фантастики, написанной в отчаянной попытке пробудить общественное сознание
Писательница Чависа Вудс придерживается аналогичного мнения: «SCUM Manifesto — это шедевр литературного протестного искусства, который часто совершенно неправильно читают. Большая его часть — это фактически переписывание по пунктам многих трудов Фрейда. Это пародия».
Джеймс Пеннер читает манифест как сатирический текст. Он утверждает: «Как и другие феминистские сатиры, SCUM Manifesto пытается политизировать женщин, атакуя определённые мужские мифы, укоренившиеся в американской популярной культуре». Он добавляет: «Как произведение сатиры, SCUM Manifesto риторически эффективен, поскольку он деконструирует принятые читателем представления о мужественности и женственности».
Профессор английского языка Карл Синглтон отмечает «возмутительный характер» манифеста и растущую психическую нестабильность Соланас, что, по его мнению, заставило многих людей отнестись к тексту тривиально. Синглтон добавляет: «Другие рассматривали документ как форму политической сатиры в стиле „Скромного предложения“ Джонатана Свифта».
Подобным образом Янсен сравнила его с «Скромным предложением», назвав его «сатирическим блеском» и назвав Соланас «крутой и смешной». Бюллетень Проекта транснациональных исследований повторяет сравнение с Джонатаном Свифтом, заявляя: «Более распространённая стратегия — читать „Манифест“ как пример политической фантастики или пародии в духе Джонатана Свифта». В сентябре 1996 года Чарльз Аарон в журнале Spin назвал SCUM Manifesto «бунтарской, дофеминистской сатирой».
Режиссёр Мэри Хэррон назвала манифест «„блестящей сатирой“» и описала его тон как «очень смешной». По словам Руби Б. Рич из The Village Voice, работа, возможно, была «сатирой» и могла быть прочитана как «буквальная или символическая». Лаура Уинкил писала: «Юмор и гнев сатиры приглашает женщин создать этот феминистский сценарий, взяв на себя роли политически перформативных женщин ОПУМ».
Пол Красснер, который был лично знаком с Соланас, назвал манифест «вымученным документом патологической прозелитизма со случайными нотками непреднамеренной сатиры».
Первый издатель Соланас, Морис Жиродиас, считал его «шуткой» и описал манифест, по словам Дж. Хобермана, как «свифтовскую сатиру на развратное поведение, генетическую неполноценность и конечную бесполезность мужского пола».
Согласно статье 1968 года в Daily News, «те, кто признается, что знает Валери, говорят, что она не шутит… [но] что в глубине души ей нравятся мужчины». В 1968 году в разговоре с Марморштейном она охарактеризовала себя по поводу «ОПУМ-идей» как «абсолютно серьёзную». Александра ДеМонте, однако, утверждает, что Соланас «позже заявила, что её манифест был просто сатирой».

## Организация ОПУМ

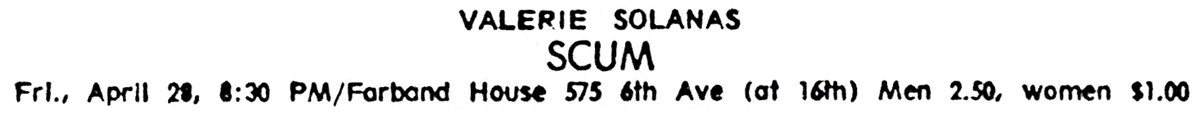
Объявление, размещённое Соланас в газете The Village Voice, 27 апреля 1967 года

Валери Соланас организовала «публичный форум по ОПУМ», на который пришло около 40 человек, в основном мужчины, которых она назвала «гадами» и «мазохистами»; кроме неё в ОПУМ не было членов. По словам Грир, «существует мало доказательств того, что ОПУМ когда-либо функционировала», кроме как под руководством Соланас.
В интервью 1977 года для The Village Voice Соланас заявила, что ОПУМ- это «просто литературный приём. Нет никакой организации под названием ОПУМ — никогда не было, и никогда не будет». Валери Соланас сказала, что она «думала об этом как о состоянии ума ….. [в том смысле, что] женщины, которые думают определённым образом, находятся в ОПУМ…. [и] [мужчины, которые думают определённым образом, находятся в мужском отделении ОПУМ».

## SCUM как аббревиатура
Фраза «Society for Cutting Up Men» (рус. «общество полного уничтожения мужчин») находится на обложке самостоятельного издания 1967 года, после названия. Это издание предшествует всем коммерческим изданиям. Кроме того, в номере The Village Voice от 10 августа 1967 года появилось письмо редактору, подписанное Валери Соланас (из ОПУМ, Западная 23-я улица), в котором она отвечает на предыдущее письмо, подписанное Рут Хершбергер (опубликованное в номере от 3 августа 1967 года), в котором спрашивается, почему женщины не восстают против мужчин. Ответ Соланас гласил: «Я хотела бы сообщить ей и другим гордым, независимым женщинам, подобным ей, о существовании ОПУМ (Общества Полного Уничтожения Мужчин), недавно созданной организации, которая начнёт свою работу (и я имею в виду именно её) в течение нескольких недель».
Хотя «SCUM» первоначально означало «Society for Cutting Up Men», эта фраза фактически нигде не встречается в тексте. Хеллер утверждает, что «нет достоверных доказательств того, что Соланас намеревалась использовать SCUM в качестве акронима для „Society for Cutting Up Men“». Сьюзан Уэйр и др. утверждают, что именно издатель Соланас Джиродиас заявил, что SCUM был акронимом для «Society for Cutting Up Men», чего Соланас, похоже, никогда не предполагала. Гэри Декстер утверждает, что Соланас назвала его «SCUM Manifesto» без точек после букв в SCUM. Декстер добавляет: «Написание её зашифрованного названия Жиродиасом было ещё одним актом патриархального вмешательства, попыткой обладания».
Слово «SCUM» используется в тексте в отношении определённого типа женщин, а не мужчин. Оно относится к властным женщинам: «SCUM — доминирующие, защищённые, уверенные в себе, противные, жестокие, эгоистичные, независимые, гордые, ищущие острых ощущений, свободолюбивые, высокомерные самки, которые считают себя способными управлять вселенной, которые докатились до пределов этого „общества“ и готовы докатиться до чего-то гораздо большего, чем оно может предложить». По словам Авител Ронелл, то, что «SCUM» задумывался как акроним, было «запоздалым дополнением», которое Соланас позже отвергла.

## Влияние
Манифест, по словам Джанет Лион, является «печально известным и влиятельным» и был «одним из самых ранних … [и] одним из самых радикальных» трактатов, созданных «различными направлениями американского движения за освобождение женщин». По словам Лион, «к 1969 году он стал своего рода библией» для организации Cell 16 в Бостоне. Согласно статье Артура Голдвага в 2012 году в блоге Southern Poverty Law Center Hatewatch, «Соланас по-прежнему много читают и цитируют в некоторых феминистских кругах». Хеллер оспаривает, следует ли считать «Манифест» феминистской классикой, поскольку «Манифест» отвергает иерархию величия, но, по её словам, он «остаётся влиятельным феминистским текстом».

### Женщины и покушение
Лаура Уинкил утверждает, что выстрелы Соланас в Энди Уорхола и Марио Амайя были напрямую связаны с «Манифестом». После покушения на Уорхола Соланас сказала репортеру: «Прочитайте мой манифест, и он расскажет вам, что я такое». Хеллер, однако, утверждает, что Соланас "«не предполагала никакой связи между манифестом и огнестрельным покушением». Хардинг предполагает, что «в двусмысленном заявлении Соланас репортёрам нет чёткого указания на то, что содержание манифеста объяснит специфику её действий, по крайней мере, не в смысле предоставления сценария для них». Хардинг рассматривает «Манифест» как «продолжение, а не источник перформативных актов, даже таких насильственных, как покушение на Уорхола».
Уинкил утверждает, что революционерка Роксана Данбар переехала в США, «убеждённая в том, что началась женская революция», сформировав Cell 16 с программой, основанной на Манифесте. По словам Уинкил, хотя Соланас была «возмущена» тем, что женское движение «присвоило» Манифест, «выстрел [в Уорхола] представлял праведный гнев феминистского движения против патриархата», а Данбар и Ти-Грейс Аткинсон считали Манифест началом «революционного движения», Аткинсон (по словам Рич) назвала Соланас «первой выдающейся защитницей прав женщин» и, возможно (по словам Грир), была «радикализирована» языком Манифеста для того, чтобы покинуть Национальную организацию женщин (NOW), и (по словам Уинкил) женщины основали организацию в поддержку Соланас.
Соланас считалась слишком психически больной и слишком связанной с Уорхолом, по словам Грир, «чтобы её послание не было не извращено». По словам профессора Дэвис, Манифест был "предтечей как «призыв к оружию среди прагматичных американских феминисток» и «пользовался … широкой современной популярностью». Согласно Уинкил, Манифест «был … влиятелен в распространении „женской культуры“ и лесбийского сепаратизма», а также «приписывается началом движения против порнографии». Бетти Фридан выступила против Манифеста как плохого образца для феминистского движения и NOW.

### Фильм
«Манифест отбросов» был адаптирован в короткометражный фильм 1976 года режиссёра Кароль Руссопулос с Дельфиной Сейриг. В фильме Сейриг читает несколько отрывков из французского перевода манифеста Соланас.
Позднее Энди Уорхол сатирически изобразил всё это событие в последующем фильме «Женщины в бунте», назвав группу, подобную S.C.U.M. Соланас, «P.I.G.» (рус. «Политически вовлечённые девушки»).
Творчество Соланас и её отношения с Уорхолом показаны в фильме 1996 года «Я стреляла в Энди Уорхола», значительная часть которого посвящена манифесту SCUM и спорам Соланас с Уорхолом об авторстве.

### Телевидение
В эпизоде «Viva Los Muertos!» анимационного комедийного телесериала «Братья Вентура» появляется персонаж по имени Вэл, который прямо цитирует «Манифест отбросов» на протяжении всего эпизода.
«Манифест отбросов» был представлен как центральный элемент в телесериале канала FX «Американская история ужасов: Культ», впервые появившись в эпизоде «Валери Соланас умерла за ваши грехи: Отбросы», который впервые вышел в эфир 17 октября 2017 года. Вымышленная версия Валери Соланас, которую сыграла актриса Лина Данэм, декламировала манифест на протяжении всего эпизода.

### Музыка
Соланас процитирована в примечаниях к дебютному альбому Manic Street Preachers Generation Terrorists. Соланас также непосредственно вдохновила Manic Street Preachers на песню «Of Walking Abortion» из их третьего альбома The Holy Bible, причём название песни взято из работы Соланас. Ливерпульская панк-группа Big in Japan написала песню «Society for Cutting Up Men», непосредственно вдохновленную манифестом; итальянская прогрессивная рок-группа Area — International POPular Group также посвятила манифесту Соланас песню под названием SCUM, которая появилась в их пятом альбоме Maledetti (Maudits). Британская группа S.C.U.M. была названа в честь манифеста. На альбоме Matmos 2006 года The Rose Has Teeth in the Mouth of a Beast один из треков — «Tract for Valerie Solanas» — содержит выдержки из манифеста SCUM. Британская альтернативная группа Young Knives 25 декабря 2017 года также выпустила песню под названием «Society for Cutting Up Men».

### Компьютерная анимация
Манифест SCUM был включен в набор компьютерных художественных провокаций Micro Arts Group (Великобритания) в 1984 году. В анимации «Система работы с деньгами» были показаны некоторые утверждения «Манифеста отбросов» и грустный человек, который их переживает. Эта анимация была запрограммирована для домашних микрофонов и распространялась на кассетах, а позже по системе телетекста Prestel в Великобритании на национальных телевизорах. Prestel был предшественником Интернета.